# Mannagetta-Ofen

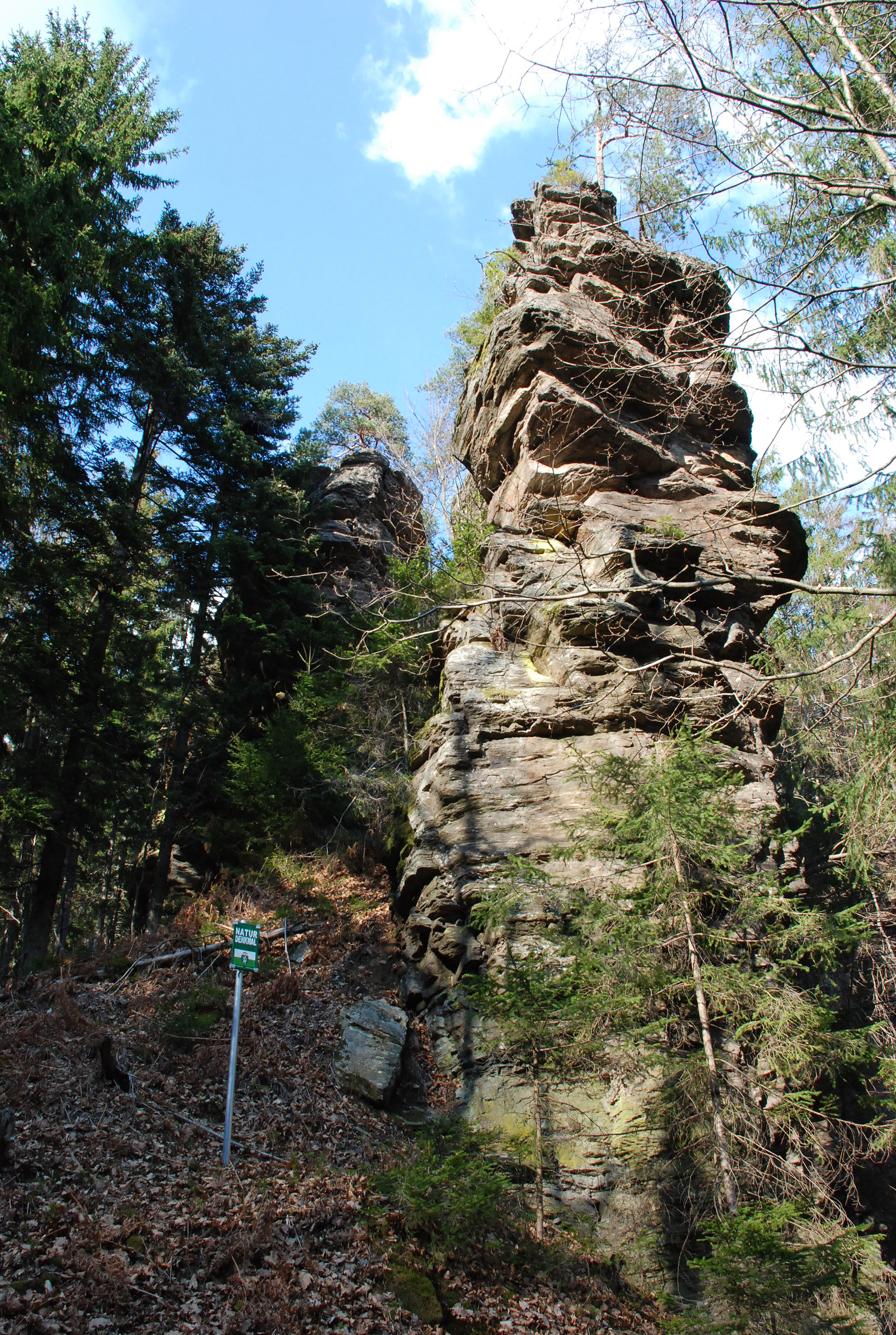
Mannagetta-Ofen

Der Mannagetta-Ofen ist ein Felsgebilde samt einer schlanken Felsnadel; der zur Koralpe gehörende Standortbereich lag bis 2014 in der Gemeinde Marhof; diese gehört seit 2015 zur Marktgemeinde Stainz in der Steiermark (Österreich). Der nämliche Ofen trägt das Prädikat „Naturdenkmal“ und ist nach dem langjährigen Chefgeologen der Geologischen Bundesanstalt in Wien, Peter Beck-Mannagetta, benannt.
Die Benennung „Ofen“ stammt aus dem Sprachgebrauch des Gebietes und hebt die markante, außergewöhnliche Form des Felsens hervor: Der Mannagetta-Ofen bildet einen ungefähr 8 bis 10 m hohen Stapel aus Felsplatten („Plattengneis“). Er ist insgesamt (einschließlich der Basis der Felsnadel) 50 m lang und 30 m breit. In seiner Umgebung befinden sich weitere Öfen. Seine Entstehung ist, wie bei anderen markanten Felsbildungen der Koralpe, auf unterschiedlich starke Verwitterung der Gesteinsschichten zurückzuführen. Seine Freilegung wird auf die Bodenfröste der Eiszeit und das damit verbundene Bodenfließen zurückgeführt.
Der Mannagetta-Ofen liegt auf 685 m Seehöhe im Mausegger Graben – ungefähr 2,2 km Luftlinie nordwestlich von Sauerbrunn – an jenem ehemaligen Karrenweg, welcher zu der nunmehr verfallenen Mühle im Mausegger Graben verbunden hatte bzw. rudimentär noch verbindet. Der schlank geformte, fragil geschichtet scheinende, insgesamt markante Turm bzw. Ofen wurde von Peter Beck-Mannagetta erstmals einer größeren Öffentlichkeit bekanntgemacht und, auf dessen Betreiben, 1966 zum Naturdenkmal erklärt.
Der von Felsblöcken und teils umgestürzten Bäumen umgebene Mannagetta-Ofen entragt einem steilen, bewaldeten Berghang. Der Zugang erfordert guten Orientierungssinn. Nach dem Bauernhof vlg. Höller, konkret etwa 230 Schritte vom Waldrand entfernt, zweigt vom Wanderweg Nr. 10G (Sauerbrunn – Trog – Sporiroa-Ofen) ein Fahrweg ab: sichtbar gemacht an einer Kette. Auf diesem Fahrweg in Kehren abwärts zum Hinweis „Mannagetta-Ofen“; dem Hinweis folgen. Auch an der nächsten Weggabel links abwärts, jedoch an der nächsten Weggabel (bevor der geradeaus führende Weg ansteigt) rechts abzweigen. Nach knapp 50 Metern links abzweigen: dem Hinweis folgen. Nun leitet der ehemalige Mühlweg direkt zum Mannagetta-Ofen. In der Verlängerung verbindet derselbe Weg zu Mauerresten einer ehemaligen Mühle am Falleggbach.
An der orografisch rechten und ähnlich steilen Hangseite des Mausegger Grabens steht die ebenfalls bemerkenswerte Felsformation: der Sporiroa-Ofen  .

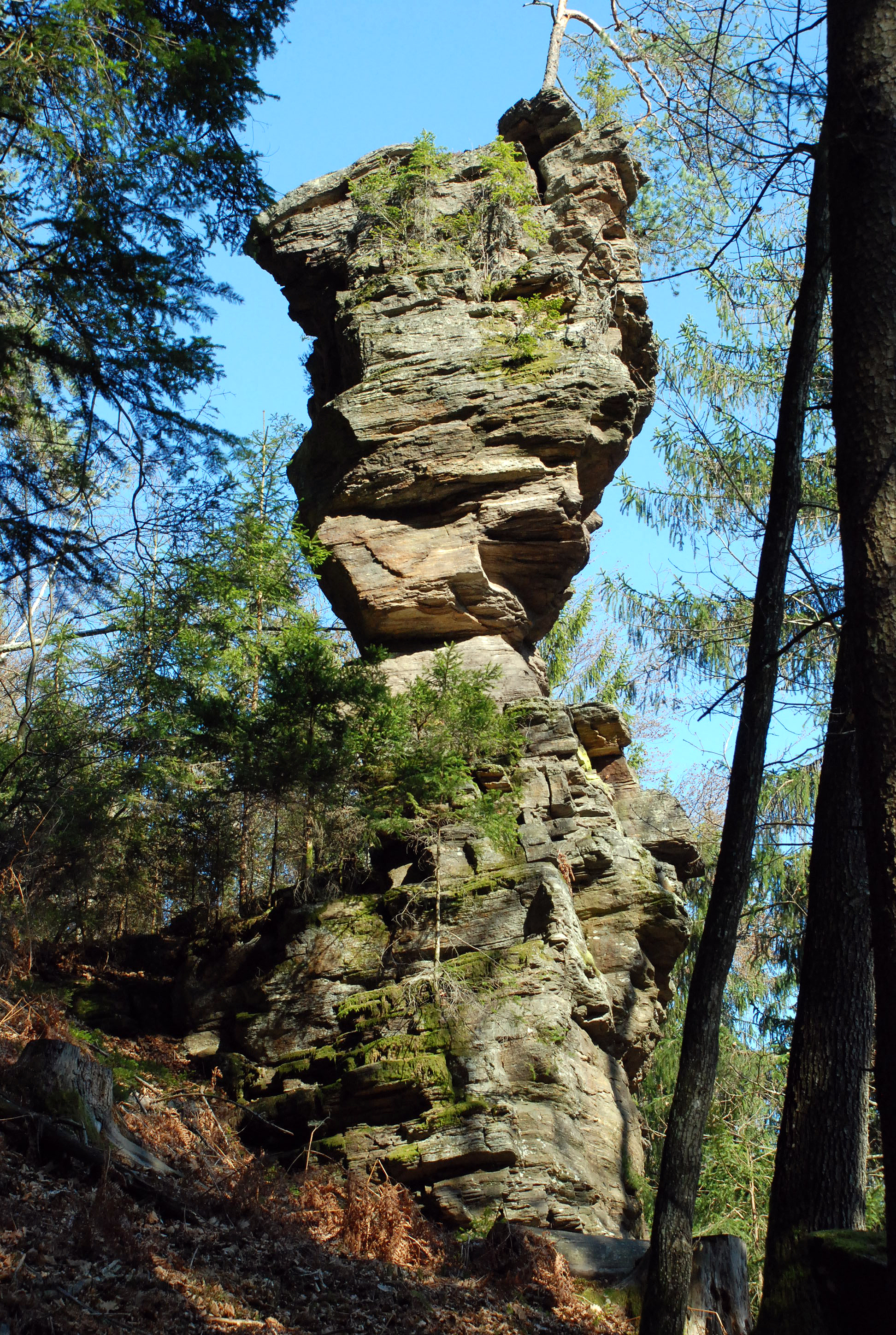
Mannagetta-Ofen

Das Naturdenkmal ist im Grundbuch als „Felssäule Mannagettaofen“ eingetragen, geschützt ist eine Fläche von 149 m² in seinem Umkreis. Grundlage des Schutzes als Naturdenkmal im Jahr 2010 ist ein Bescheid der Bezirkshauptmannschaft Deutschlandsberg. Eigentümer ist der Malteser Ritterorden, Großpriorat von Österreich.